# Edgar A. Sharp
Edgar Allan Sharp (ur. 3 czerwca 1876 w Patchogue, zm. 27 listopada 1948 w Patchogue) – amerykański polityk, członek Partii Republikańskiej.

## Działalność polityczna
W okresie od 3 stycznia 1945 do 3 stycznia 1947 przez jedną kadencję był przedstawicielem 1. okręgu wyborczego w stanie Nowy Jork w Izbie Reprezentantów Stanów Zjednoczonych.